# Rhode magnifica
Rhode magnifica is een spinnensoort in de taxonomische indeling van de celspinnen (Dysderidae).
Het dier behoort tot het geslacht Rhode. De wetenschappelijke naam van de soort werd voor het eerst geldig gepubliceerd in 1978 door Christa Deeleman-Reinhold.